# Kunimi, Fukushima
Kunimi (国見町 Kunimi-machi) là thị trấn thuộc huyện Date, tỉnh Fukushima, Nhật Bản. Tính đến ngày 1 tháng 10 năm 2020, dân số ước tính thị trấn là 8.639 người và mật độ dân số là 230 người/km2. Tổng diện tích thị trấn là 37,95 km2.

## Địa lý

### Đô thị lân cận
- Fukushima
  - Date
  - Koori
- Miyagi
  - Shiroishi

## Giao thông

### Đường sắt
JR East –  Tuyến Tōhoku chính
- Fujita – Kaida

### Cao tốc/Xa lộ
- Tōhoku Expressway – Nút giao Kunimi – Kunimi Service Area
- Quốc lộ 4